# Gymnocichla nudiceps
El hormiguero calvo (en México, Honduras, Costa Rica y Colombia) (Gymnocichla nudiceps), también denominado hormiguero frentiazul (en Nicaragua), es una especie de ave paseriforme de la familia Thamnophilidae, la única especie en el género monotípico Gymnocichla. Es nativo de América Central y del noroeste de América del Sur.

## Distribución y hábitat
Se distribuye desde la costa caribeña de Belice, por Guatemala, Honduras, Nicaragua, Costa Rica y Panamá hasta el norte y noroeste de Colombia; con registros también en el extremo sureste de México. Ver más detalles en Subespecies.
Esta especie es poco común en su hábitat natural, el sotobosque de bordes de selvas húmedas de baja altitud, hasta los 400 m s. n. m.

## Sistemática

### Descripción original
La especie G. nudiceps  fue descrita por primera vez por el ornitólogo estadounidense John Cassin en 1850 bajo el nombre científico Myiothera nudiceps; la localidad tipo es: «Ciudad de Panamá, Panamá».
El género Gymnocichla fue descrito por el zoólogo británico Philip Lutley Sclater en 1858.

### Etimología
El nombre genérico femenino «Gymnocichla» deriva del griego «gumnos»: calvo, desnudo, y «kikhlē»: tordo, significando «tordo calvo»;  y el nombre de la especie «nudiceps», proviene del latín «nudus»: desnudo y «ceps»: de corona o cabeza; significando «de corona desnuda».

### Taxonomía
Los estudios genéticos de Isler et al. 2013 y anteriores, sugieren que el presente género hace parte de un gran clado que tiene a Myrmeciza longipes en la base y está integrado por los géneros Pyriglena, Myrmoborus, Percnostola, Akletos y Hafferia (probablemente también Rhopornis, aunque no incluido en el estudio); a este complejo grupo lo denominaron  «clado longipes», dentro de una tribu Pyriglenini.

### Subespecies
Según las clasificaciones del Congreso Ornitológico Internacional (IOC) (Versión 7.3, 2017) y Clements Checklist v.2016, se reconocen cuatro subespecies, con su correspondiente distribución geográfica; algunas de las subespecies pueden reflejar apenas variaciones clinales.
- Gymnocichla nudiceps chiroleuca P. L. Sclater & Salvin, 1869 – pendiente caribeña desde el sur de Belice, Guatemala y Honduras hacia el sur hasta el oeste de Panamá (Bocas del Toro); registros también en el extremo sureste de México (Yaxchilán).
- Gymnocichla nudiceps erratilis Bangs, 1907 – pendiente del Pacífico de Costa Rica (Puntarenas, San José) y oeste de Panamá (Chiriquí).
- Gymnocichla nudiceps nudiceps (Cassin, 1850) – este de Panamá (al este desde Coclé y provincia de Panamá y pendiente del Pacífico en el noroeste de Colombia (Chocó, Valle del Cauca).
- Gymnocichla nudiceps sanctamartae Ridgway, 1908 – norte de Colombia (Córdoba y norte de Antioquia al este hasta Magdalena y sur de Cesar, también en el extremo oriental de La Guajira).